# Eles São Assim. E Assim Por Diante
Eles São Assim. E Assim Por Diante é o quarto álbum de estúdio da banda de rock brasileira Bidê ou Balde. Foi lançado em dezembro de 2012. 

## Faixas
| N.º | Título | Duração |  |
| 1.  | "+Q1 Amigo" (Carlinhos Carneiro e Leandro Sá)                                                                         | 2:54    |  |
| 2.  | "Prolog" (Carlinhos Carneiro, Vivi Peçaibes e Leandro Sá)                                                             | 0:20    |  |
| 3.  | "Coisinhas Nojentas de Amor" (Leandro Sá, Frank Jorge, Vivi Peçaibes e Carlinhos Carneiro)                            | 4:27    |  |
| 4.  | "João da Silva" (Rodrigo Pilla e Carlinhos Carneiro)                                                                  | 4:53    |  |
| 5.  | "Mesma Cidade" (Carlinhos Carneiro e Rodrigo Pilla)                                                                   | 4:35    |  |
| 6.  | "Tudo Funcionando Direito" (Leandro Sá, Frank Jorge, Vivi Peçaibes, André Surkamp, Katia Aguiar e Carlinhos Carneiro) | 4:05    |  |
| 7.  | "Intervall" (Carlinhos Carneiro, Vivi Peçaibes e Leandro Sá)                                                          | 0:16    |  |
| 8.  | "Me Deixa Desafinar" (Carlinhos Carneiro e Rodrigo Pilla)                                                             | 2:54    |  |
| 9.  | "Lucinha" (Rodrigo Pilla)                                                                                             | 3:09    |  |
| 10. | "Eu Quero Morar em Marte" (Carlinhos Carneiro e Rodrigo Pilla)                                                        | 4:51    |  |
| 11. | "Ontem Percebi Que Te Amo Ainda" (Leandro Sá, Frank Jorge, Vivi Peçaibes, André Surkamp e Carlinhos Carneiro)         | 3:41    |  |
| 12. | "Melhores Veteranos" (Leandro Sá, Frank Jorge e Carlinhos Carneiro)                                                   | 3:38    |  |
| 13. | "Eles São Assim" (Carlinhos Carneiro, Leandro Sá e Gilberto Ribeiro Jr.)                                              | 2:21    |  |

## Faixa Bônus
| N.º            | Título                                                | Duração |  |
| 14.            | "Mesmo Que Mude" (Carlinhos Carneiro e Rodrigo Pilla) | 4:48    |  |
| Duração total: | Duração total:                                        | 49:09   |  |

## Bidê ou Balde
- Carlinhos Carneiro
- Leandro Sá
- Rodrigo Pilla
- Vivi Peçaibes

## Participações Especiais
- Renato Borghetti
- Frank Jorge
- Serginho Moah
- Antonia K. Richter
- Pedro Porto
- Rodrigo Siervo
- Raquel Carrilho
- Ilza Peçaibes
- Marcos Rubenich
- Lucas Juswiak
- Gilberto Ribeiro Jr.

## Prêmios e indicações

### Prêmio Açorianos
| Ano  | Categoria    | Indicação                          | Resultado |
| ---- | ------------ | ---------------------------------- | --------- |
| 2012 | Disco de Pop | Eles São Assim. E Assim Por Diante | Indicado  |